# Stato di mafia
Il termine Stato di mafia o Stato mafioso (in inglese mafia state) è un'espressione per descrivere un sistema statale in cui il governo è legato alla criminalità organizzata o quando funzionari governativi, polizia e militari prendono parte alle attività illegali. Il termine "mafia" viene utilizzato riferendosi a un qualsiasi gruppo di criminalità organizzata fortemente legato alle autorità.
Secondo i critici del concetto di Stato di mafia il termine "è stato così usato e abusato nelle descrizioni divulgative dell'attività criminale organizzata che ha perso molto del suo valore analitico".
Secondo i diplomatici statunitensi la definizione Stato di mafia sarebbe stata coniata dal dissidente russo Alexander Litvinenko.